# E-Plus
E-Plus è stato un operatore telefonico mobile tedesco.
Ha avuto 12,4 milioni di abbonati (2007).
È stato il terzo più grande operatore in Germania dopo T-Mobile e Vodafone.
E-Plus in Germania è stata la prima rete a offrire tariffe prepagate ai suoi clienti e più tardi introdusse HSCSD, che incrementò il livello dei dati sulla rete GSM alla velocità di un modem analogo.
Successivamente aggiornò la rete al supporto GPRS.
Ora operato in una rete 3G UMTS.
Fu la prima società a introdurre l'i-mode in Germania, quando ancora gli altri operatori non offrivano ancora gli MMS.
E-plus era appartenuta all'operatore di telecomunicazioni olandese KPN fino al 1º ottobre 2014, data in cui è passata al gruppo Telefónica S.A.
Dal 4 febbraio 2015 Telefónica Germany GmbH & Co. OHG ha stipulato un contratto di dominio e di trasferimento dei profitti. E-Plus sarà sciolto come marchio a lungo termine.
Dal 1º aprile 2015 la rete mobile E-Plus è stata venduta alla Telefónica Germany (sale and lease-back).